# James Meindl
James D. Meindl (20 de abril de 1933) é um engenheiro estadunidense.